# Bieliny (powiat grójecki)
Bieliny – wieś sołecka w Polsce położona w województwie mazowieckim, w powiecie grójeckim, w gminie Nowe Miasto nad Pilicą.
| SIMC    | Nazwa        | Rodzaj    |
| ------- | ------------ | --------- |
| 0629590 | Nowe Bieliny | część wsi |

Wieś szlachecka położona była w drugiej połowie XVI wieku w powiecie bielskim ziemi rawskiej województwa rawskiego.
W latach 1954–1968 wieś należała i była siedzibą władz gromady Bieliny, po jej zniesieniu w gromadzie Żdżary. W latach 1975–1998 miejscowość należała administracyjnie do województwa radomskiego.